# Phil Harris (acteur)
Pour les articles homonymes, voir Phil Harris et Harris.
Phil Harris, né Wonga Phillip Harris le 24 juin 1904 à Linton (Indiana) et mort le 11 août 1995 à Rancho Mirage, est un chanteur, compositeur, jazzman et acteur radiophonique américain, aussi connu comme chef d'orchestre.
Son travail à la fin des années 1960 et débuts des années 1970 comme acteur vocal pour trois longs métrages d'animation de Disney a fortement marqué les mémoires au travers des rôles de Baloo dans Le Livre de la jungle (1967), de Thomas O'Malley dans Les Aristochats (1970), de Petit Jean dans Robin des Bois (1973).

## Filmographie partielle
- 1933 : Croisière sentimentale (Melody Cruise) de Mark Sandrich
- 1933 : So This Is Harris ! (lui-même)
- 1951 : La Ronde des étoiles (Starlift) de Roy Del Ruth (lui-même)
- 1956 : Adieu Lady (Good-bye, My Lady) de William A. Wellman
- 1956 : Quadrille d'amour (Anything Goes) de Robert Lewis